# Septembre 1983

## Événements
- 1er septembre : le vol 007 Korean Air est abattu par un chasseur soviétique à l'ouest de l'île de Sakhaline.

- 3 septembre : le retrait israélien sans préparation de la région du Chouf ouvre la voie au massacre de chrétiens par les Druzes[1]. L'amitié entre Israël et les maronites en est menacée. Les druzes marchent sur Beyrouth. L'armée libanaise, commandée par le colonel Michel Aoun, parvient à arrêter l'offensive druze sur Beyrouth.
- 7 septembre : fin de la conférence de l'Organisation pour la sécurité et la coopération en Europe à Madrid.
- 11 septembre (Formule 1) : Grand Prix automobile d'Italie.
- 19 septembre : indépendance de Saint-Christophe-et-Niévès.
- 25 septembre (Formule 1) : Grand Prix automobile d'Europe.
- 26 septembre : Fausse alerte nucléaire soviétique de 1983.
- 30 septembre : Attentat de la foire internationale de Marseille, revendiqué par plusieurs groupes.

## Naissances
- 1er septembre : Tiana Lynn, actrice de charme américaine.
- 10 septembre : Jérémy Toulalan, footballeur français.
- 14 septembre :
  - Andres Ambühl, joueur de hockey sur glace professionnel suisse.
  - Silvia Angulo, joueuse de squash colombienne.
  - Olivier Auriac, footballeur français.
  - Arash Borhani, footballeur iranien.
  - Nicholas Cundy, joueur canadien de volley-ball.
  - Robson Dias, coureur cycliste brésilien.
  - Shaun Harris, nageur sud-africain.
  - John Hester, joueur américain de baseball.
  - Khosro Heydari, footballeur iranien.
  - Mohammad Reza Khalatbari, footballeur iranien.
  - Jurjen van Loon, acteur, réalisateur, producteur, scénariste et présentateur néerlandais.
  - Filip Mirkulovski, joueur de handball macédonien.
  - Anastasiya Rabchenyuk, athlète ukrainienne.
  - Frostee Rucker, joueur professionnel américain de football américain.
  - Simon Rytz, joueur de hockey sur glace suisse.
  - Mestawet Tufa, athlète éthiopienne spécialiste des courses de fond.
  - Caleb Truax, boxeur américain.
  - Peter Wadabwa, footballeur malawite.
  - Amy Winehouse, chanteuse britannique de jazz et de soul († 23 juillet 2011).
  - Jennifer Zietz, footballeuse allemande.
- 16 septembre : Kirsty Coventry, nageuse zimbabwéenne.
- 21 septembre : Maggie Grace, actrice américaine.
- 28 septembre :
  - Michael Kraus, joueur de handball allemand.
  - Isabelle Pieman, patineuse artistique belge.
  - Anthony Ravard, coureur cycliste français.
  - Vincent Simon, footballeur franco-tahitien.

## Décès
- 7 septembre : Joseph Schröffer, cardinal allemand de la curie romaine (° 20 février 1903).
- 14 septembre : Ernst Moritz Hess, juge d'origine juive commandant de compagnie d'Hitler pendant la Première Guerre mondiale (° 20 mars 1890).
- 17 septembre : Humberto Sousa Medeiros, cardinal américain, archevêque de Boston (° 6 octobre 1915).
- 26 septembre : Tino Rossi, chanteur français.